# 日米地位協定の考え方
「日米地位協定の考え方」（にちべいちいきょうていのかんがえかた）は、外務省が1973年に作成した機密文書。日米地位協定の条文内容などについて説明されていると考えられている。1983年に「増補版」が作成され、政府はこちらの文書の存在を認めているが、公表していない。

## 概要
琉球新報の取材によると、1973年4月に、当時外務省条約局条約課所属だった丹波實により作成された。
1990年代前半に共産党の国会秘書をしていた松竹伸幸は、当時1973年作成の「日米地位協定の考え方」が出回っており、国会質疑等で参考にしていたとしている。
2004年1月13日、琉球新報が独自に入手したとする「日米地位協定の考え方」の全文を紙面で公開し、ネット上でも公開した。その後琉球新報社は、「増補版」の全文を高文研から書籍として刊行した。

## 内容
総務省の情報公開・個人情報保護審査会が2019年に提出した答申書によれば、外務省から提出された昭和50年代作成の「日米地位協定の考え方（改訂版）」には、「日米地位協定の解釈に関する日本側の考え方，日米間の協議事項に関する外務省内の考え方，日米間における関連の外交交渉，日米合同委員会における議論及びその背景となった考え方，国会における審議の関連部分の抜粋及び質問主意書の関連部分，政府発表及び政府の統一見解，既存の関連国内法，公表済みの日米合同委員会における合意などが詳細かつ深く掘り下げて記載されている」とされている。